# Aderus testaceicornis
Aderus testaceicornis is een keversoort uit de familie schijnsnoerhalskevers (Aderidae). De wetenschappelijke naam van de soort werd in 1908 gepubliceerd door Maurice Pic.